# Buzkyj Hard Nationalpark
Buzkyj Hard Nationalpark (ukrainsk: Національний природний парк «Бузький Гард») dækker et område langs floden  Sydlige Buh i det sydlige centrale Ukraine. På dette sted  skærer Sydlige Buh sig gennem den sydlige kant af det ukrainske skjold (grundfjeldsområde). Parken er derfor en canyon, der overfører floden fra højlandet til stepperegionen.  Faldet sker i en relativt smal kløft med granitfremspring og talrige afsatser, strømfald og øer.  Parken er spredt i sektioner over Arbuzynka, Bratske, Voznesensk, Domanivka og Pervomaisk rajoner i Mykolaiv oblast . De største delområder er omkring 140 km opstrøms fra udmundingen af Sydlige Buh ved Sortehavet.
Parken falder sammen med den regionale landskabspark "Granit-steppelandet i Buh", en betegnelse, der har høj status som et område af naturskøn betydning, men som ikke giver et så stærkt sæt af beskyttelser som status som nationalparken. 

## Økoregion og klima
Buzkyj Hard  ligger mod den vestlige udkant af økoregionen  den pontisk-kaspiske steppe. Klimaet er klassificeret som fugtigt kontinentalt klima, varm sommer efter  Köppen klimaklassificering . Dette klima er kendetegnet ved store temperatursvingninger, både i døgnet og sæsonmæssigt, med milde somre og kolde, snedækkede vintre. Nedbøren er  i gennemsnit 450 – 500 mm/år.

## Flora og fauna
Biodiversiteten er høj, da parken ligger i et overgangspunkt mellem højlandsskov og lavlandssteppe. Forskere har i parken registreret 900 arter af planter og 300 arter af hvirveldyr. Det øverste plateau er delvist skovklædt, efterårszonen byder på stenet terræn med buske og tagrør, der går over til steppevegetation.

## Offentlig brug
De fleste besøgende til parken ankommer som en del af arrangerede turgrupper eller forudbestilt logi. Personer, der ønsker at besøge, forventes at kontakte de administrative kontorer på forhånd for at få information om reglerne i parken.